# Elbewerft Boizenburg

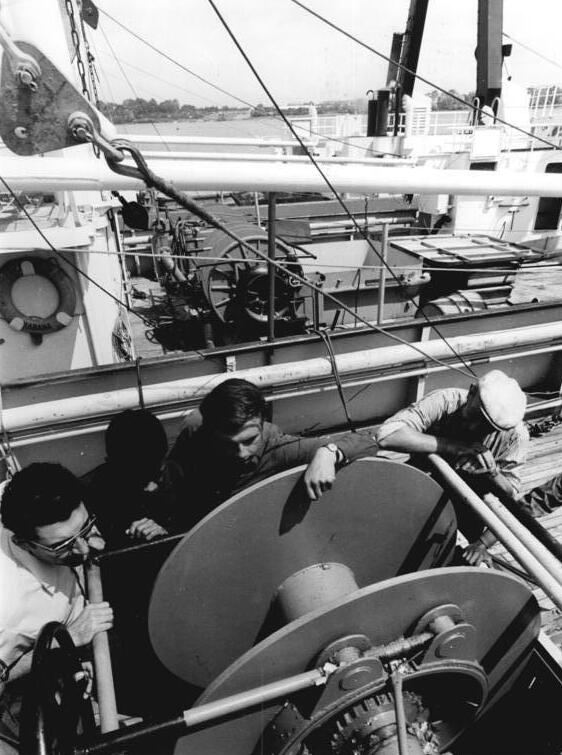
Росток, рыболовецкий катер для Кубы

Elbewerft Boizenburg (рус. Эльбеверфт Бойценбург) — бывшая верфь, строившая озёрно-речные и морские суда каботажного плавания в Бойценбурге, земля Мекленбург-Передняя Померания, Германия.

## История

### Предыстория
Ранее основанная в 1793 году Франц Юргеном Леммом мастерская по производству лодок в Бойценбурге построило первое судно из стали в 1895 году и оставалось до 1917 г. семейным предприятием, после чего было продано банковскому дому Карло Томсен (Carlo Thomsen) и стало частью Norderwerft AG. 1921 Elbewerft растворилась в Norddeutsche Union Werke (Тённинг - Tönning), которое в 1925 г. пошло с молотка и превратилось в Boizenburger Werft.  С 1938 г. её называли Thomsen & Co, а с 1945 г. она перешло под особое управление. В 1947 г. предприятие стало земельной собственностью и 1948 г. Народным предприятием под названием VVW Elbewerft Boizenburg VEB.

### Производство с 1945 года
Верфь пережила войну без ущерба и повреждений, не была подвергнута демонтажу и поэтому уже в 1945 г. смогла приступить к производству 15 рыболовецких катеров в рамках заданий по послевоенным репарациям. За строительством селёдочных судов типа Логгер и рефрижераторов последовали заказы на суда каботажного плавания, за ними на торговые суда, траулеры на экспорт и для рыбного комбината в Заснице. С 1957 года суда-рефрижероторы шли на экспорт в Албанию, рыболовецкие катера в Исландию и на Кубу.

### Через объединение с верфью Рослау превращение в VEBElbewerften Boizenburg/Roßlau(1970)

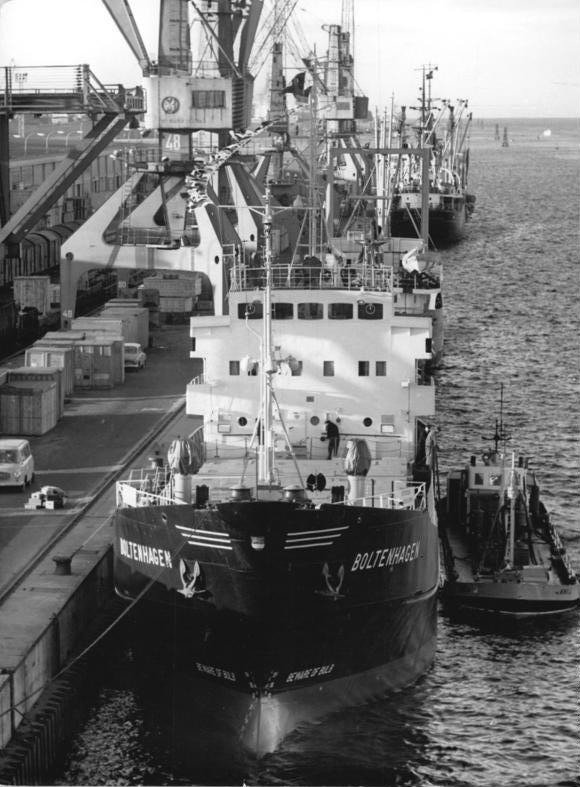
Росток 1970, передача небольших контейнеровозов на VEB Elbewerften Boizenburg/Roßlau

После объединения и превращения в VEB Elbewerften Boizenburg/Roßlau была построена серия из 24 малых судов-контейнеровозов серии Больтенхаген (Boltenhagen) для каботажного плавания в прибрежных водах. За ними последовали заказы на трудоёмкие каютные пассажирские суда в том числе для внутренних речных путей СССР. 

#### Проект 301Владимир Ильич
Теплоходы проекта 301 (тип Владимир Ильич, немецкое обозначение 125M, судно 125 метров) производились на верфи с 1974 по 1983 год. 
Первоначальный проект был модифицирован после постройки 6 судов. Внешне модифицированные теплоходы отличаются от построенных по первоначальному проекту сплошными, а не сетчатыми фальшбортами, скругленными, а не прямоугольными окнами кают и другими элементами дизайна. На более поздних судах была увеличена мощность носового подруливающего устройства. Два судна были построены с уменьшенной шириной корпуса. Всего за период 1974 - 1983 гг. теплоходов проекта 301 было построено 22 единицы, из них 6 - первоначального проекта.

#### Проект 302Дмитрий Фурманов
Теплоходы проекта 302 (тип Дмитрий Фурманов, немецкое обозначение 129M, судно 129 метров) - производились на верфи с 1983 по 1992 год  и являлись сильно модифицированным продолжением серии судов Владимир Ильич, проект 301. Первоначальный проект был первый раз модифицирован после постройки нескольких судов. Внешне модифицированные теплоходы отличаются от построенных по первоначальному проекту затемненными стеклами окон, пластиковыми, а не деревянными перилами на фальшбортах и другими элементами дизайна. Вторая модификация была сделана для приспособления судов к использованию в качестве плавучих гостиниц. Такие теплоходы отличаются наличием кают на верхней палубе и сильно сдвинутой вперед рулевой рубкой. Всего за период 1983—1992 годов теплоходов проекта 302 было построено 27 единиц, из них 7 - первоначального проекта, 6 - последней модификации. Судно номер 28 осталось незаконченным и было разобрано на верфи, а его кормовая часть стала основой для голландского судна развлечений Ocean Diva Original.

#### Контейнеровозы типаCBK
На верфи также строилось множество разработанных в сотрудничестве с министерством речного флота СССР специально для Советского Союза контейнеровозов типа «CBK». Для прохождения под мостами Эльбы приходилось снимать верхнюю палубу, сплавляя далее вниз по Эльбе в Гамбург, где после окончательной сборки в сухом доке их грузили на крупные суда, таких как, например, Mighty Servant,  для дальнейшей транспортировки к местам эксплуатации на Дальний Восток в бассейн реки Амур. 
Серийное изготовление привело к интенсивному обучению персонала верфи, строительству нового производственного корпуса для изготовления секций, стапеля под суда до 2.000 т. В 1979 г. произошло включение в Комбинат Шиффбау (Kombinat Schiffbau).

### Elbewerft Boizenburg GmbH (1990—1997)
После объединения Германии верфи снова разъединили и Elbewerft Boizenburg стала дочкой Deutsche Maschinen- und Schiffbau AG (DMS AG) , ставшей преемницей ‘’Kombinat Schiffbau‘‘, под руководством которого осуществлялась координация договоров и разработок всех верфей в Восточной Германии до 1990 года. 

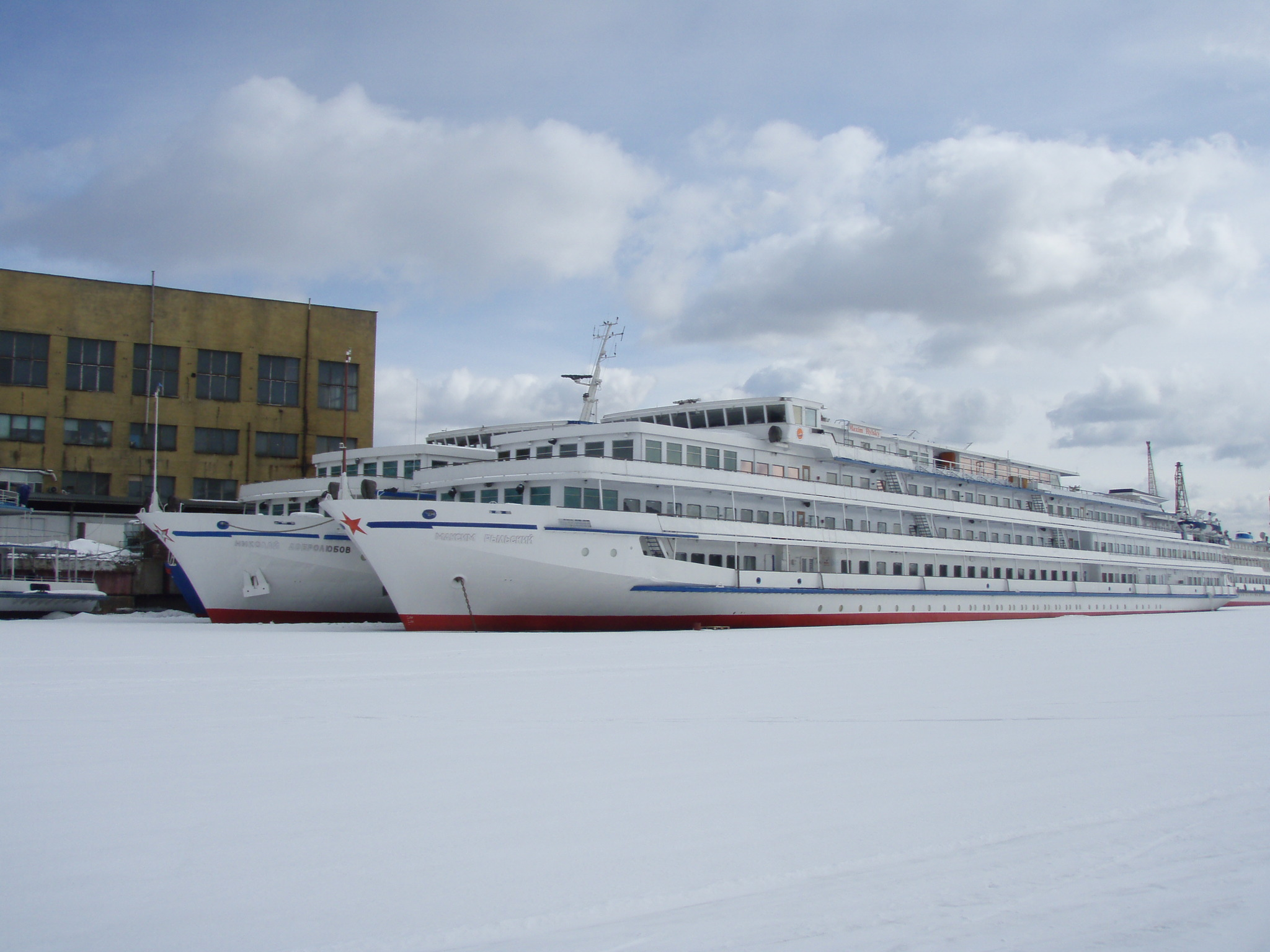
Россия, зимний перерыв у пассажирских судов из Бойценбурга

После последовавшей за этим приватизацией предприятий DMS AG группа «Petram und Brand» отхватила себе Elbewerft Boizenburg и после наступившей неплатёжеспособности основного заказчика в 1997 г. поступило заявление о банкротстве.
На верфи Elbewerft Boizenburg было построено судов общим брутто-регистровым тоннажем почти 500.000, из них 150.000 морских судов, остальное пришлось на каботажные суда, понтоны, плавучие краны и плавучие копры.